# 腰井子北岗遗址
腰井子北岗遗址，位于中国吉林省长岭县三十号乡腰井子屯，为一个省级文物保护单位，类型为古遗址，公布时间为1987年10月20日。该文物保护单位由长岭县文管所管理。
腰井子北岗遗址的历史年代为新石器时代。